# كأس ألمانيا 1972–73
كأس ألمانيا 1972–73 (بالألمانية: DFB-Pokal 1972/73)‏ هو الموسم 30 من كأس ألمانيا. أشرف على تنظيمه اتحاد ألمانيا لكرة القدم، وكان عدد الأندية المشاركة فيه 5، وفاز فيه بوروسيا مونشنغلادباخ.